# Gordola
Gordola é uma comuna da Suíça, no Cantão Tessino, com cerca de 4.135 habitantes. Estende-se por uma área de 7,0 km², de densidade populacional de 591 hab/km². Confina com as seguintes comunas: Cugnasco, Lavertezzo, Locarno, Mergoscia, Tenero-Contra, Vogorno.
A língua oficial nesta comuna é o Italiano.